# Monumento a la Constitución de 1978 (Madrid)

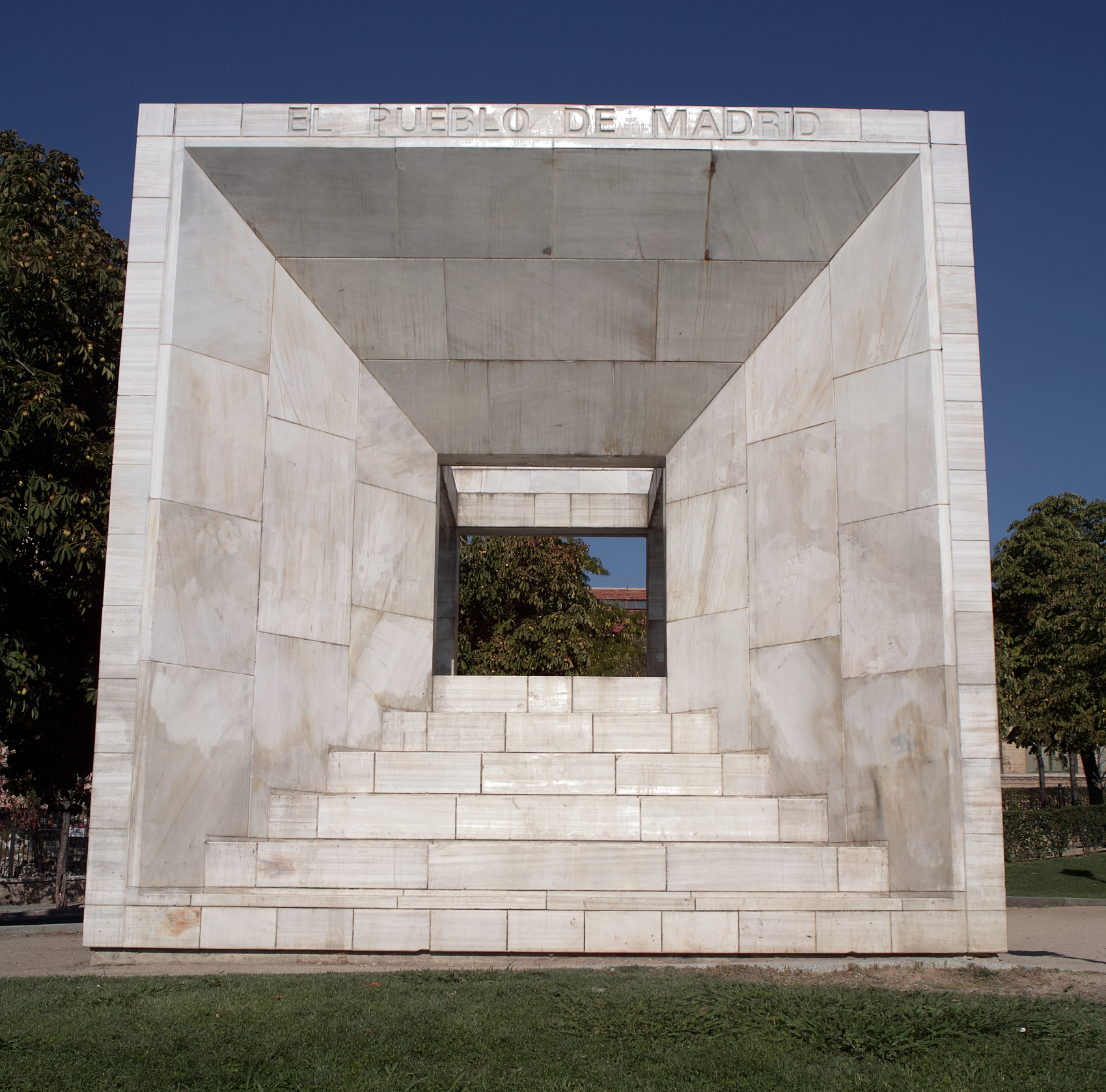
Monumento a la Constitución de 1978, en Madrid

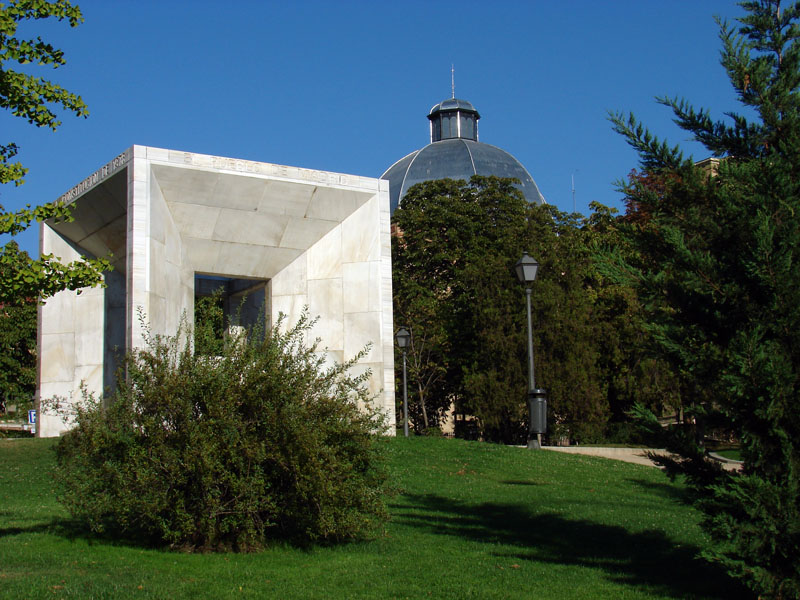
Monumento a la Constitución en Madrid con la Escuela de Ingenieros Industriales al fondo

El monumento a la Constitución de 1978 es una obra escultórica erigida en Madrid en 1982 en homenaje a la Constitución Española de 1978. Se encuentra situado en los jardines del Bellas Artes, frente al Museo de Ciencias Naturales, cerca de la plaza de San Juan de la Cruz, en la confluencia de la calle de Vitruvio y del paseo de la Castellana. 
Fue inaugurado el 27 de diciembre de 1982, cuarto aniversario del referéndum sobre la Constitución que marcó el inicio de la nueva etapa democrática española. Su autor fue el arquitecto madrileño Miguel Ángel Ruiz-Larrea, que por entonces contaba con 40 años de edad.
El Monumento consiste en un cubo de hormigón de 7,75 metros de lado recubierto por 60 toneladas de mármol de Macael, que fue donado por el municipio almeriense de Macael, cuya blanca piedra también fue utilizada en otras grandes obras arquitectónicas como La Alhambra o El Escorial. Este cubo contiene a su ver otro cubo, vacío, a la medida del hombre, es decir, 1,83 metros de lado. El cubo interior se expande en todas direcciones (menos, evidentemente, hacia abajo) a través de las inclinaciones de 45 grados que lo unen al cubo exterior. Tanto las inclinaciones en la base como las superiores fueron diseñadas a modo de escaleras, invitando a los transeúntes a entrar en el monumento. El cuerpo ciudadano, encarnando los valores democráticos que el arquitecto tenía en mente, asciende hacia el núcleo del cubo, completándolo y, por decirlo así, activándolo. Una vez dentro, el espíritu humano es capaz de ascender al cielo – metafóricamente – a través de las escalinatas superiores. El movimiento físico de ascensión simboliza, pues, el impulso de mejora que llevó a muchos ciudadanos españoles y sus representantes hacia la era democrática. 
El monumento ha sido entendido a menudo como un teseracto, el equivalente geométrico a la cuarta dimensión espaciotemporal. Procede del griego τέσσερεις ακτίνες ("cuatro rayos"), en referencia a las cuatro aristas que en la figura estudiada parten desde cada vértice a otros vértices de la misma. Este término —teseracto— fue acuñado por primera vez en 1888 por el matemático inglés, Charles Howard Hinton, en una obra llamada A New Era of Thought [La nueva era del pensamiento]. En ella Hinton teoriza sobre la elevación del pensamiento y el espíritu a través de la comprensión y experiencia física del espacio y el tiempo en la cuarta dimensión. Pese a su relación tanto temática como formal con el texto e ilustraciones de Hinton, el monumento no fue inspirado por ninguno. Tampoco fue inspirado por el Monumento al preso político desconocido presentado por el diseñador Max Bill en 1956 en Londres, como se intentó argumentar por críticos al monumento en Madrid. Las coincidencias entre ellos se debe a la pureza y dimensión simbólica de la forma, de la misma manera en que los valores democráticos suelen otorgar semejanzas entre las constituciones de diferentes países. 
No hace poco[¿cuándo?], los peldaños superiores del monumento fueron cubiertos por losas de mármol sin previa consulta a su autor.